# 빠걸
"빠걸"(Bar Girl)은 한국에서 제작된 김문옥 감독의 1988년 영화이다. 이수진 등이 주연으로 출연하였고 홍면유 등이 제작에 참여하였다.

## 출연

### 주연
- 이수진
- 김나희

### 조연
- 홍성영
- 맹찬재
- 김국현
- 남수정
- 국정환
- 남포동
- 황건
- 이해룡
- 이정희
- 김기종
- 홍윤정
- 한명구
- 허기호

## 기타
- 제작부장: 조사준
- 조명: 김윤덕
- 스틸: 정기성
- 조감독: 조경호